# Ibarra
Ibarra (nume întreg San Miguel de Ibarra) este un oraș din Ecuador de 122.642 locuitori, capitala provinciei Imbabura. 

## Personalități născute aici
- Édison Méndez (n. 1979), fotbalist.

1. ↑   (PDF) https://site.inpc.gob.ec/pdfs/Publicaciones/Ciudades%20Patrimoniales/EXPEDIENTE%20INVENTARIO%20IBARRA.pdf Lipsește sau este vid: |title= (ajutor)